# تشارلز يانسون
تشارلز يانسون (بالفرنسية: Charles Janssens)‏ (و. 1906 – 1986 م) هو مغني، وممثل، وفنان ملاهي، من بلجيكا، ولد في أنتويرب، توفي في أنتويرب، عن عمر يناهز 80 عاماً.

## وصلات خارجية
- تشارلز يانسون على موقع IMDb (الإنجليزية)
- تشارلز يانسون على موقع ميوزك برينز (الإنجليزية)
- تشارلز يانسون على موقع ديسكوغز (الإنجليزية)
- تشارلز يانسون على موقع قاعدة بيانات الفيلم (الإنجليزية)
- تشارلز يانسون على موقع كينوبويسك (الروسية)